# Autobús urbano de Berlín
La red de autobuses urbanos de Berlín (Berliner Busverkehr en alemán), operada por la Berliner Verkehrsbetriebe, es el servicio de autobús público de Berlín, Alemania. Inaugurada en 1846, es el transporte público más antiguo de la ciudad. Su flota consta de aproximadamente 1300 vehículos que recorren diariamente unos 300.000 kilómetros.

## Historia
El 20 de octubre de 1846 se abrieron las primeras líneas de la Concessionierte Berliner Omnibus-Compagnie. En 1868 se creaba una nueva compañía, la ABOAG (Allgemeinen Berliner Omnibus Actien Gesellschaft), que el 1 de enero de 1929 se fusionaba con las otras compañías de transportes públicos de Berlín para crear el BVG (Berliner Verkehrsbetriebe).

## Numeración de las líneas
El número de cada línea está compuesto de tres dígitos. El primero informa sobre las frecuencias o el modo de funcionamiento, el segundo ubica la línea en la ciudad y el tercero se refiere a la distancia.

### Primer dígito
- 1 = línea regular urbana, diaria y con una frecuencia aproximada de 10 minutos.
- 2 = línea regular urbana, diaria y con una frecuencia aproximada de 10 minutos.
- 3 = línea regular urbana, pero con frecuencias que dependen de cada línea.
- 4-9 = utilizados por operadores de autobuses de fuera de la ciudad y Potsdam, con alguna parada en Berlín, y no siguen este modelo de segundo y tercer dígito.
- M = metrobús, línea regular que opera las 24 horas con una frecuencia de unos 10 minutos, o más a menudo durante la noche.
- X = línea exprés, con menos paradas y frecuencias propias de cada línea.
- N = línea nocturna, con una regularidad de 30 minutos (excepto las líneas N1, N2, N3, N5, N6, N7, N8 y N9, en las noches de domingo a lunes y de jueves a viernes, que son sustituidas por el metro.

### Segundo dígito
El segundo dígito se refiere a la zona en la que opera la línea. Debido a la longitud de las líneas, suelen operar en varios distritos; no obstante, quedan definidas con claridad con este código.
- 0 = sin orden
- 1 = distritos de Wilmersdorf y Zehlendorf.
- 2 = distrito de Reinickendorf.
- 3 = distrito de Spandau.
- 4 = distrito de Charlottenburg, Mitte y Friedrichsain-Kreuzberg.
- 5 = distrito de Pankow y antiguo distrito de Hohenschönhausen.
- 6 = distrito de Treptow-Köpenick.
- 7 = distritos de Tempelhof-Schöneberg y Neukölln.
- 8 = antiguo distrito de Steglitz.
- 9 = distrito de Marzahn-Hellersdorf y antiguo distrito de Lichtenberg.

### Tercer dígito
Usa el mismo código numérico que el segundo dígito, y se refiere a la orientación de la línea.
Veamos un ejemplo de las modificaciones que hay sobre una línea:
- 34 Spandau - Kladow (por Gatow)

- 134 = línea principal
- 234 = línea de transporte local
- 334 = línea de transporte local
- N34 = línea nocturna
- X34 = línea exprés (dirección City West)